# Alticola montosa
Alticola montosa — вид гризунів родини щурових (Arvicolidae).

## Поширення
Ендемік Кашміру. Поширений у штаті Джамму та Кашмір (Індія) та двох невеликих локалітетах у Північно-Західній прикордоній провінції у Пакистані. Зафіксований на висоті від 2600 м до 4300 м над рівнем моря. Мешкає у гірському лісі з печерами, скелями і камінням, де полівка може переховуватися.

## Опис
Довжина тіла 10,2-12,6 см, хвоста 4,1-6,5 см. Інформації про вагу немає. Колір довгого і щільного хутра зверху темно-коричневий, а знизу тварина покрита сірим хутром. Від інших представників роду відрізняєтся будовою задніх молярів.

## Спосіб життя
Живиться листям і стеблами трав.